# Молдавци
Молдавци су романски народ који претежно живи у Молдавији, где чини око 76% становништва (по попису из 2004). Молдаваца укупно има око 2.900.000, од тога у Молдавији 2.245.693 (укључујући и 177.635 Молдаваца из Придњестровља), Украјини 258.619, Русији 156.400.

## Историја
Према Лексикону народа Света аутора Мила Недељковића, коначно обликовање Молдавског народа десило се у 15. веку. Све до 19. века, Молдавија је чинила посебну полунезависну кнежевину и била је у вазалном односу према Османском царству. Молдавска кнежевина је тада обухватала не само територију данашње државе Молдавије, већ и источне делове данашње Румуније, који се још увек у географском смислу називају Молдавијом. Источни делови некадашње Молдавске кнежевине (подручје данашње државе Молдавије) припојени су Русији 1812. године и од тада су били познати под називом Бесарабија. Западни делови некадашње Молдавске кнежевине (простор данашње географске регије Молдавија у Румунији) и даље су наставили да постоје као полунезависни ентитет, све до 1859. године, када се са Кнежевином Влашком уједињују у нову државу Румунију.
Према списку досељеника у Русију из 1752—1756. године, досељеници из Влашке и Молдавије изјашњавали су се да су влашке и молдавске народности. Молдавци су чинили и најбројнију етничку групу у Новој Србији, покрајини Руског царства, која је постојала на подручју данашње Украјине од 1752. до 1764. године. Иако је покрајина иницијално била формирана за досељене Србе, у њу се населио и велик број припадника других етничких група, посебно Молдаваца, тако да је по подацима из 1757. године у Новој Србији живело 75,33% Молдаваца, 11,56% Срба и 13,11% осталих. Када је формирана држава Румунија, осећај посебног влашког и молдавског идентитета се постепено губи и замењује га осећање румунске националне припадности. После Првог светског рата, у састав државе Румуније улазе Бесарабија (некадашњи источни део Молдавске кнежевине), Трансилванија и Буковина и тада се генерално романофони становници свих делова нове увећане румунске државе сматрају Румунима.
У Совјетском Савезу је 1924. године на источној обали реке Дњестар формирана Молдавска аутономна совјетска социјалистичка република у саставу Украјинске совјетске социјалистичке републике. 1940. године, Румунија губи Бесарабију, која улази у састав Совјетског Савеза, где се ово подручје административно уједињује са подручјем Молдавске аутономне совјетске социјалистичке републике у нову Молдавску совјетску социјалистичку републику. 1941. године, подручје Молдавске ССР улази у састав Румуније и тада се Молдавска ССР административно укида, а формирају се жупаније. После Другог светског рата, подручје некадашње Молдавске ССР поново улази у састав Совјетског Савеза, када се република обнавља. У време совјетске власти промовисана је идеја посебне молдавске народности, различите од Румуна, коју је највећи део становника Молдавије прихватио. Од 1991. године, Молдавија је независна држава, а на последњем попису из 2004. године, 75,81% становника Молдавије се изјаснило да су по народности Молдавци, док се 2,17% изјаснило да су Румуни.
Молдавци су најбројнија етничка група и у Придњестровљу, које је прогласило независност од Молдавије 1990. године. Међутим, пошто у Придњестровљу Молдавци чине само релативну етничку већину, сва политичка моћ у овој фактички независној држави је у рукама Руса и Украјинаца, којих, узетих заједно, има више него Молдаваца. По попису из 2004. године, у Придњестровљу је живело 31,99% Молдаваца, 30,37% Руса, 28,82% Украјинаца, као и мањи број припадника других етничких група.

## Национални идентитет
Већина Молдаваца у Молдавији сматра да Молдавци чине етничку групу различиту од Румуна, док се становници некадашњег западног дела историјске Молдавске кнежевине, који је данас у саставу Румуније, изјашњавају као етнички Румуни а за себе користе и назив „Молдавац“ у смислу регионалне припадности. Власти Румуније оспоравају молдавску народност и тврде да су Молдавци део румунског народа, док румунски историчари некадашњу Молдавску кнежевину виде као кнежевину румунског народа. Одговарајући на ове румунске тврдње, власти Молдавије су промовисале идеју да становници румунског дела историјске Молдавије треба такође да се сматрају припадницима Молдавске етно-лингвистичке групе, различите од Румуна. У Румунији је формирана заједница Молдаваца Румуније, која од румунских власти тражи званично признање молдавског етничког идентитета и статус националне мањине.

## Религија и језик
Молдавци су већином православне вероисповести, а говоре молдавским језиком који је идентичан румунском и који припада источнороманској групи индоевропске породице језика. У уставу Молдавије стоји да је званични језик ове државе молдавски.